# Гиалуронат натрия
Гиалуронат натрия — это натриевая соль гиалуроновой кислоты, гликозаминогликана, обнаруживаемого в различных соединительных тканях человека.

## Химия
Гиалуронат натрия — это натриевая соль гиалуроновой кислоты. Это гликозаминогликан и длинноцепочечный полимер дисахаридных звеньев Na-глюкуронат-N-ацетилглюкозамина. Он может связываться со специфическими рецепторами, к которым он имеет высокую аффинность.
Полианионная форма, обычно называемая гиалуронаном, представляет собой вязкоупругий полимер, обнаруживаемый в водянистой и стекловидной жидкости глаза и в суставной жидкости.

## Природное явление
Гиалуронат натрия широко распространен во внеклеточном матриксе соединительной, эпителиальной и нервной тканей млекопитающих, а также эндотелия роговицы.

## Механизм действия
Гиалуронат натрия действует как смазка для тканей и, как полагают, играет важную роль в модулировании взаимодействия между соседними тканями. Образует вязкоупругий раствор в воде. Механическая защита тканей (радужная оболочка, сетчатка) и клеточных слоев (роговица, эндотелий и эпителий) обеспечивается высокой вязкостью раствора. Эластичность раствора помогает поглощать механические нагрузки и обеспечивает защитный буфер для тканей. Считается, что для облегчения заживления ран он действует как защитный транспортный механизм, доставляя пептидные факторы роста и другие структурные белки к участку действия. Затем он ферментативно расщепляется, и активные белки высвобождаются, чтобы способствовать восстановлению тканей.

## Фармакокинетика
Гиалуронат натрия выводится в течение нескольких часов после инъекции, но, по-видимому, оказывает остаточное воздействие на контактирующие клетки. Из глаз он устраняется через канал Шлемма.

## Побочные эффекты
Побочные эффекты встречаются относительно редко, при использовании в лечении суставов.
При использовании в офтальмологических процедурах гиалуронат натрия может вызывать послеоперационное воспаление, отек роговицы или декомпенсацию, а также кратковременное повышение внутриглазного давления.

## Медицинское использование

### Внутрисуставная инъекция
Он используется для лечения боли в колене у пациентов с остеоартрозом, при неэффективности других методов лечения. Гиалуронат натрия вводится в суставную капсулу и действует как амортизатор и смазка для сустава. Таким образом, гиалуронат натрия используется в качестве вязкой добавки, вводимой через серию инъекций в колено, увеличивая вязкость синовиальной жидкости, которая помогает смазывать, смягчать и уменьшать боль в суставе. Он обычно используется в качестве последнего средства перед операцией и обеспечивает симптоматическое облегчение, восстанавливая вязкоупругость суставной жидкости и стимулируя выработку синовиальной жидкости. Использование гиалуроната натрия может снизить потребность в протезировании сустава. Инъекции увеличивают эффективность в течение четырёх недель, достигая максимума через восемь недель и сохраняя некоторую эффективность через шесть месяцев, с большей пользой для остеоартрита, чем пероральные анальгетики. Гиалуронат натрия также может быть эффективным при лечении голеностопного сустава.

### Внутриглазная вязкоупругая инъекция
Гиалуронат натрия используется в качестве вспомогательного средства в офтальмологической хирургии, в качестве водянистого и стекловидного тела, например, при экстракции катаракты (внутри- и экстракапсулярной), имплантации интраокулярных линз, трансплантации роговицы, фильтрации глаукомы, а также в операциях по прикреплению сетчатки и при лечении «сухого глаза» под торговым названием «Бивиарт». При хирургических вмешательствах в переднем сегменте глазного яблока инстилляция гиалуроната натрия с его вязкоупругостью позволяет поддерживать глубокую камеру во время хирургических манипуляций, поскольку раствор не вытекает из открытой передней камеры, что позволяет эффективно манипулировать с меньшими травмами эндотелия роговицы и других окружающих тканей. Вязкоупругость гиалуроната натрия также помогает отталкивать стекловидное тело и предотвращать образование послеоперационной плоской камеры. В хирургии заднего сегмента гиалуронат натрия служит хирургическим средством для мягкого отделения, маневрирования и удержания тканей. Он создает четкое поле зрения, облегчая интраоперационный и послеоперационный осмотр сетчатки и фотокоагуляцию.
Гиалуронат натрия также используется для покрытия слизистой оболочки мочевого пузыря при лечении интерстициального цистита.

### Инъекции кожи в пластической хирургии
Гиалуронат натрия вводится для разглаживания морщин на лице. По состоянию на 2017 год FDA одобрило 13 препаратов гиалуроната натрия в качестве так называемых кожных наполнителей. Они также используются в качестве наполнителя для губ или других частей тела, хотя и не одобрены FDA. Эффект наполнения носит временный характер и длится около шести месяцев или дольше у большинства людей.

### Актуальное приложение
Местно применяемый гиалуронат натрия может способствовать абсорбции биомакромолекул, то есть фармацевтических препаратов, и функционировать как наноноситель. Его воздействие на кожу зависит от состава гиалуроната и здоровья кожи: в коже с дефицитом барьера он ограничивает доставку биомакромолекул в роговой слой и жизнеспособный эпидермис. В нормальной коже низкомолекулярный гиалуронат (5 кДа) усиливает проникновение в эпидермис.
Потеря трансэпидермальной воды увеличилась на 55,5 % при низкомолекулярной массе и была снижена на 28 % при сшитой упругости и на 16 % при использовании HMW. Дополнение к кремам для кожи стало популярным во втором тысячелетии. Его эффективность против морщин не была проверена в клинических испытаниях.
После закапывания в легкое гиалуронат с более высокой молекулярной массой, по-видимому, дольше сохраняется в легком, но при> 215 кДа отмечалось плохое проникновение в легкие и мукоцилиарный клиренс. Гиалуронат может обеспечить доступ к лимфатическим узлам, дренирующим легочное русло.

## Противопоказания
Гиалуронат натрия противопоказан людям, чувствительным к препаратам гиалуроната, или при наличии инфекций или кожных заболеваний в месте инъекции.

## История
В конце 1970-х и начале 1980-х годов материал использовался под торговыми марками Hylartin и Hylartin Vetused в клинических испытаниях на людях и ветеринарами (на скаковых лошадях) для лечения остеоартрита. Первый коммерчески продаваемый гиалуронат натрия был разработан компанией Endre Alexander Balazs под торговой маркой Healon, изготовленной Pharmacia AB в Швеции в 1980 году. В 1986 году гиалуронат натрия был использован в качестве внутрисуставной инъекции для лечения остеоартрита коленного сустава с помощью продукта Hyalart / Hyalgan от Fidia of Italy.